# 112. Infanterie-Division (Wehrmacht)
Die 112. Infanterie-Division (ID) war ein Großverband des Heeres der deutschen Wehrmacht im Zweiten Weltkrieg.

## Geschichte
Einsatzräume:
- Heimatkriegsgebiet: Dezember 1940 bis Juni 1941
- Ostfront, Zentralabschnitt: Juni 1941 bis November 1943

### Aufstellung
Die Verband wurde am 10. Dezember 1940 im Wehrkreis XII (Wiesbaden) als Division der 12. Welle aufgestellt. Dazu trugen Teile der 33. und 34. Infanterie-Division bei. 

### Unternehmen Barbarossa
Unter der 2. Armee operierte sie im Herbst 1941 bei Bobruisk, um dann an der Schlacht um Kiew teilzunehmen. Im November wurde sie der 2. Panzerarmee unterstellt und stand zunächst bei Stalinogorsk und 1942 dann bei Brjansk und Orjol, von wo nach der Orjoler Operation der Rückzug erfolgte. Dann der 4. Panzerarmee unterstellt, wurde sie gegen die Belgorod-Charkower Operation und gleich danach in der Schlacht am Dnepr bei Kiew eingesetzt. 

### Auflösung
Am 2. November 1943 wurde die Division aufgelöst.

### Verwendung der Reste der Division
Die verbliebenen Teile der Division wurden der Korps-Abteilung B zugewiesen.

## Personen
| Dienstzeit                              | Dienstgrad             | Name            |
| --------------------------------------- | ---------------------- | --------------- |
| 10. Dezember 1940 bis 10. November 1942 | General der Infanterie | Friedrich Mieth |
| 10. November 1942 bis 20. Juni 1943     | Generalmajor           | Albert Newiger  |
| 20. Juni bis 3. September 1943          | General der Artillerie | Rolf Wuthmann   |
| 3. September 1943 bis unbekannt         | Generalleutnant        | Theobald Lieb   |

## Gliederung
- Infanterie-Regiment 110
- Infanterie-Regiment 256
- Infanterie-Regiment 258
- Artillerie-Regiment 86
- Pionier-Bataillon 112
- Aufklärungs-Abteilung 120
- Panzerjäger-Abteilung 112
- Nachrichten-Abteilung 112
- Nachschubstruppen 112